# Cape Cod National Seashore
Il Cape Cod National Seashore è un'area protetta nella quale sono preservati il litorale, gli ambienti naturali ad esso adiacenti e alcune strutture di importanza storica di Cape Cod, nel settore orientale dello Stato USA del Massachusetts. Istituito nel 1961, comprende 176 km² di spiagge, stagni, paludi, dune e aree boschive che si estendono per 65 km tra Provincetown e Chatham. Questo national seashore fronteggia soprattutto l'oceano Atlantico, ma la parte centrale si estende attraverso il capo fino alla baia di Cape Cod. Tra i siti storici presenti vi sono l'Old Harbor Life-Saving Station di Race Point Beach (Provincetown), ove sono in mostra artefatti legati al soccorso dei naufragi; la Captain Edward Penniman House (1868), costruita durante l'era della caccia alla balena; la Atwood-Higgins House (1730 circa); e cinque fari. All'interno dell'area protetta caccia e pesca sono consentite, ma lo sviluppo commerciale è rigorosamente regolamentato.